# Antonín Dvořák: Rekviem
Requiem (smuteční mše pro sóla, sbor a orchestr b-moll, op.89) Antonína Dvořáka v podání České filharmonie pod taktovkou Karla Ančerla z roku 1959 je patrně historicky nejlepší nahrávkou tohoto díla. Obdržela jedno z nejprestižnějších ocenění záznamu klasické hudby „Grand Prix du disque“ akademie Charles Cros. Skladba sama patří k umělecky nejpřesvědčivějším a nejvýznamnějším skladbám tohoto typu celé hudební historie. V roce 1991 bylo dvojalbum remasterováno a vydáno na CD v rámci Karel Ančerl Gold Edition pod pořadovým číslem 13. 

## Interpreti
- Orchestr: Česká filharmonie
- Dirigent Karel Ančerl,
- Pěvecký sbor: Český filharmonický sbor, sbormistr Markéta Kühnová
- Sólisté: Maria Stader – soprán, Siegelinde Wagner – alt, Ernst Hoefliger – tenor, Kim Borg – bas .

## Části
- I. oddíl :

1. Introitus: Requiem aeternam

2. Graduale: Requiem aeternam

3. Sequentia: Dies irae - Tuba mirum - Quid sum miser - Recordare, Jesu pie - Confutatis maledictis – Lacrimosa

- II. oddíl :

4. Offertorium: Domine Jesu Christe – Hostias
 
5. Sanctus - Pie Jesu
 
6. Agnus Dei

## Vydání
- Původní: 2 LP, Supraphon, 1959
- Reedice na 2 CD, 1991, v rámci kompletu Karel Ančerl Gold Edition, poř.č.13